# محمد خداوند
محمد خداوند (زادهٔ ۱۶ اسفند ۱۳۲۸) دوچرخه‌سوار اهل ایران است.
وی در بازی‌های المپیک تابستانی ۱۹۷۲ در تایم تریل یک کیلومتر تیمی جاده در رتبه ۳۲ نهایی و در دوچرخه‌سواری تیمی تعقیبی پیست در رتبه ۲۲ مرحله مقدماتی قرار گرفته‌است.